# François I av Monaco
François Grimaldi, död 1309, var en genuesisk adelsman och militär som 1297 tog kontroll över det område som sedan bildade riket Monaco under hans efterträdare Raniero Grimaldi, och som betraktas som grundare till Monaco, även om han formellt inte var regent i Monaco.